# Coursac
Coursac är en kommun i departementet Dordogne i regionen Nouvelle-Aquitaine i sydvästra Frankrike. Kommunen ligger i kantonen Saint-Astier som tillhör arrondissementet Périgueux. År 2022 hade Coursac 2 326 invånare.

## Befolkningsutveckling
Antalet invånare i kommunen Coursac
Referens:INSEE